# Richard Abrahamson
Richard Abrahamson, ameriški rokometaš, * 21. oktober 1947, McMinnville, Oregon.
Leta 1972 je na poletnih olimpijskih igrah v Münchnu v sestavi ameriške rokometne reprezentance osvojil 14. mesto.
Čez štiri leta je z reprezentanco osvojil deseto mesto.